# Potentilla turgaica
Potentilla turgaica är en rosväxtart som beskrevs av Sojak. Potentilla turgaica ingår i Fingerörtssläktet som ingår i familjen rosväxter. Inga underarter finns listade i Catalogue of Life.